# Шамбала
Ша́мбала или Шамбхала — мифическая страна в Тибете или иных окрестных регионах Азии, которая упоминается в нескольких древних текстах индуизма и буддизма (Ваджраяна), в том числе в «Калачакра-тантре».
Концепция Шамбалы первоначально была частью классического индуизма и связывалась в Махабхарате с местом рождения Калки, будущей аватары Вишну. Впоследствии концепция была привнесена и переосмыслена в Махаяне (точнее — Ваджраяне). В современной эзотерической традиции эта концепция впервые отражена основателем теософии Еленой Петровной Блаватской.

## В Махабхарате
Самбхала — мифическая деревня (селение), упоминание о которой впервые появляется в «Махабхарате», древнеиндийском эпическом сказании, книге третьей Араньякапарве (Лесная книга) в главе 188 (188:90 — 91) «Сказания о беседах Маркандеи»:
«Час пробьет, и появится дваждырожденный по имени Калки Вишнуяшас, наделённый великою силой, умом и могуществом. Явится он на свет в достойной брахманской семье в деревне Самбхала и силою духа возродит оружие и всевозможные средства передвижения, воинское облачение, доспехи и панцири. Этот царь, побеждающий дхармой, примет верховную власть и внесёт покой в мятущийся мир. Сверкающий брахман, высокий помыслами, явившись (миру), положит конец разрушению. Так всеобщая гибель станет началом (новой) юги. Этот дваждырожденный вместе с брахманами уничтожит разбежавшиеся повсюду жалкие шайки млеччхов».

Впоследствии это пророческое повествование мудреца Маркандеи заимствуется, дополняется и адаптируется применительно к буддистской философии некоторыми буддийскими школами. Здесь Самбхала уже Шамбала, и не просто селение, а уже чудесная страна, которой правит король Сучандра. Место нахождения Шамбалы переносится из ведической брахманической Индии в области, где не существует варново-кастовой системы деления, с которой, как известно, буддийскому учению не по пути, то есть в Тибет. Возможно, это поселение расположено в Семиречье ведийском, области исторически и традиционно связанной с появлением и распространением брахманизма.

## В буддийском учении Калачакра-тантры
Первое упоминание о Шамбале в буддийских текстах встречается в Калачакра-тантре (X век н. э.), которая, как утверждают, сохранилась со времён царя Шамбалы Сучандры, получившего учение Калачакры от Будды Шакьямуни. По другой легенде, Шамбала была царством в Средней Азии. Её царь Сучандра побывал в Южной Индии, чтобы приобрести знание. После мусульманского вторжения в Среднюю Азию в IX веке царство Шамбалы сделалось невидимым для человеческих глаз, и только чистые сердцем могут найти к ней дорогу. Согласно легендам о Шамбале, при 25-м царе Шамбалы Кулика Рудра-чакрине (тиб. Ригдэн Джапо) произойдёт великая битва между силами добра, воинством Шамбалы и силами зла. Поэтому на буддийских картинах (танках), посвящённых Шамбале, всегда изображена битва Ригден Джапо с врагами Учения. Причём эта битва символически означает победу мудрости над невежеством, духовности над косностью, самоотверженности над эгоизмом. После победы царя Шамбалы наступит новая эпоха духовно-нравственного и культурного рассвета. Цари Шамбалы, правившие и правящие в соответствии с учением Будды Шакьямуни (по преданию их 32), призваны сохранять Шамбалу до момента великой битвы её сил с полчищами зла.

## На древних картах
Согласно интерпретации тибетолога Бронислава Кузнецова (1931—1985) и востоковеда Льва Гумилёва (1912—1992), на древней тибетской карте ирано-тибетской картографической традиции, включающей Шамбалу, опубликованной в тибетско-шаншунгском словаре (Tibetan — Zang Zung Dictionary. Delhi, Tibetan Bon Foundation), изображена реально существовавшая страна. Согласно интерпретации Кузнецова—Гумилёва, автор исходной карты был современником Селевкидов и отразил на карте эпоху господства Сирии, руководимой македонскими завоевателями. Сирия по-персидски называется Шам, а слово «боло» означает «верх», «поверхность». Следовательно, Шамбала переводится как «господство Сирии», что и соответствовало действительности в период III—II веков до н. э.

## В различных учениях
В теософии Шамбала — место нахождения великих учителей, продвигающих эволюцию человечества. Местонахождением Шамбалы считается как пустыня Гоби, так и Гималаи. Идея Шамбалы была привнесена в современную эзотерическую традицию Еленой Блаватской и впоследствии развита представителями пост-теософии, такими как Чарлз Ледбитер, а в особенности Алисой Бейли и Николаем Рерихом.

### В трудах Елены Блаватской
В указателе Тайной Доктрины Елены Блаватской Шамбала отождествлена с Белым островом, расположенным в Центральной Азии, или как «Священный остров в пустыне Гоби». Шамбала называется тем местом, где последние выжившие с Лемурии нашли своё прибежище. Именно в Шамбале, по мнению Елены Блаватской, будет рождён грядущий Мессия, которого в разных народах и религиях ожидают под разными именами — Калки Аватара Вишну, Майтрейя Будда, Сосиош, Мессия на белом коне, Христос. Однако идея Шамбалы играет в Тайной доктрине определённо малую роль.
Елена Блаватская, которая утверждала, что она находится в контакте с Великой Белой ложей гималайских адептов, упоминает Шамбалу в нескольких своих книгах, называя её центральным органом управления Великой Белой ложи и указывая, что Шамбала имеет физическое местоположение на Земле, но доступ туда может получить только достойный стремящийся.

### В трудах Алисы Бейли
Алиса Бейли вслед за Еленой Блаватской помещала штаб-квартиру Великого Белого братства в Шамбалу и не считала её физически существующим местом, а скорее нематериальным городом:
Центральная точка Иерархии находится в Шамбале, центре в пустыне Гоби, который в древних книгах называется «Белый остров». Этот центр существует в эфирной материи, и когда род людской на Земле разовьёт эфирное зрение, его местонахождение будет установлено и его реальность будет признана.

В других случаях понятие Шамбалы Алисы Бейли абсолютно не относится к представлениям о географическом местоположении:
Шамбала — это просто слово, передающее идею обширной фокусной точки энергий, которые собраны и сведены вместе планетарным Логосом для того, чтобы творить проявление, адекватное Его раскрывающемуся намерению и планетарному служению.
В своих работах Алиса Бейли проводила аналогию между энергетическими центрами человека и соответствующими центрами планетарного Логоса (Земли) и считала, что Шамбала соответствует у человека Сахасрара-чакре, а основная деятельность Шамбалы «заключается в доведении базового принципа самой жизни до любой формы внутри планетарного кольца-не-преступи планетарной Жизни, или Логоса, в распределении и обеспечении циркуляции данного принципа».

### В учении Николая и Елены Рерих

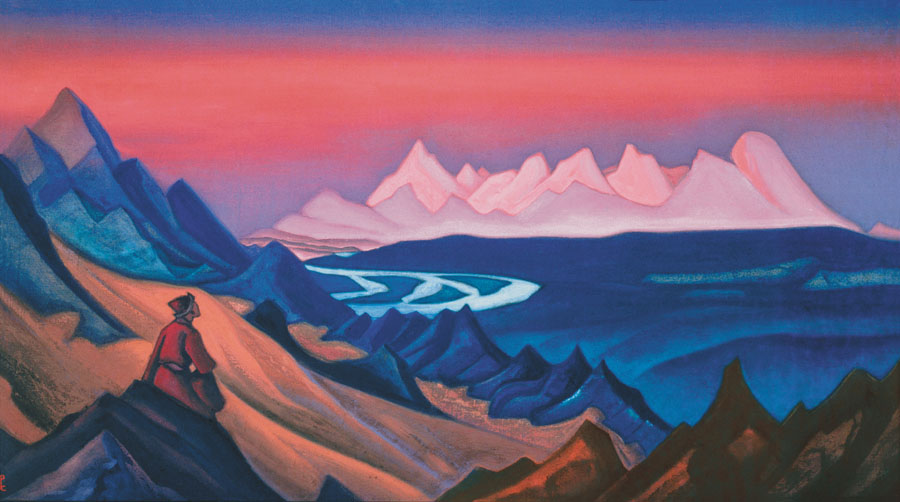
Николай Рерих, «Песнь о Шамбале. Танг-ла», 1943

В творчестве Николая и Елены Рерих идея Шамбалы имеет важное значение. Николай Рерих, путешествовавший по Центральной Азии в 1924—28 годах, заявлял, что лично слышал бесчисленные истории о Шамбале. На основе религиозно-философского учения Рерихов возникло новое религиозное движение Агни-Йога (Живая Этика), имеющее в качестве одной из своих важнейших основ почитание Шамбалы.
Николай Рерих написал серию вдохновенных картин о Шамбале. В своих книгах, в частности в работе «Сердце Азии», он попытался передать Западу «самое священное слово» и «краеугольное понятие Азии», рассказывая о Шамбале, о её значении, о Великом Владыке Шамбалы — Ригдене-Джапо.
В своих письмах Елена Рерих называла Шамбалу Твердыней великого знания и света, существующей «с незапамятных времён и стоящей на бессменном дозоре эволюции человечества, наблюдая и вправляя в спасительное русло течение мировых событий».
Так же как и Елена Блаватская, Елена Рерих говорила о связи с Шамбалой всех Великих учителей, которых она также называла Махатмами или Белыми Братьями.
По мнению религиоведа Яблокова И. Н., легендарная Шамбала — это место обитания представителей иерархии — учителей человечества, которая считается твердыней света в книгах Агни Йоги и географическое местонахождение которой не указано, но отмечено, что эта космическая иерархия света противостоит силам тьмы и хаоса, подвластных иерархии сил тьмы, цель которой — замедлить космическую эволюцию человечества, внести в неё дезинтеграцию.
В Агни-Йоге считается, что в разное время Шамбала проявляется под разными обликами в соответствии с представлениями, господствующими в данное время, и что, изучая легенды Азии о Шамбале, можно дойти до древнейших учений, связанных с Сибирью.

### Иные представления о Шамбале
Чогьям Трунгпа использовал слово «Шамбала» для некоторых своих учений и организаций, созданных для практиков Ваджраяны. С точки зрения Трунгпа, Шамбала имеет свою независимую основу в человеческой мудрости, не принадлежащей ни Востоку, ни Западу и никакой конкретной культуре или религии.

## В культуре

### В литературе
- в романе Ивана Ефремова «Лезвие Бритвы», отправившийся в Индию нейрофизиолог Гирин с гимнасткой Симой, в диалоге с местным индусом, обсуждает смысл перевода слова «Шамбала» как «Перевал Будды». // Такова, наверное, Шамбала, прекрасная страна Ригден-Джапо, — воскликнул Даярам, — греза буддистов! А может быть, это она и есть? Профессор улыбнулся. — Монахов нет с нами, и я не огорчу никого. Даже в самом названии Шамбала не подразумевается никакая страна. Шамба или Чамба — одно из главных воплощений Будды, «ла» — перевал. Значит, эта мнимая страна — перевал Будды, иными словами — восхождение, совершенствование. Настолько высокое, что достигший его более не возвращается в круговорот рождений и смертей, не спускается в нижний мир. Потому Шамбала — понятие философское — не существует для вашего мира, и тысячелетия ее поисков были напрасны.
- В романе писателя Джеймса Хилтона «Потерянный горизонт» литературной аллегорией Шамбалы стала страна Шангри-Ла[20][21].
- Экспедиция, нашедшая Шамбалу, описана в романе советского писателя Еремея Парнова «Проснись в Фамагусте» (первая публикация — журнал «Октябрь», 1983 год)[22].